# Kirgisisches Gebirge
Das Kirgisische Gebirge (auch Kirgisischer Alatau genannt, seltener Kirgisenkette; kirgisisch Кыргыз Ала-Тоо) ist ein bis 4895,4 m hohes Hochgebirge in Kirgisistan und Kasachstan (Zentralasien).
Das Gebirge, das den westlichen Teil des Tianshans darstellt, befindet sich im Nordwesten und Norden von Kirgisistan und im Südosten von Kasachstan. Es erstreckt sich in West-Ost-Richtung auf rund 375 km Länge. Nach Nordwesten fällt das Kirgisische Gebirge zur Wüste Mujunkum ab, nach Norden zum breiten Tal des Tschüi, in dem Bischkek liegt. Im Nordosten schließt sich der Transili-Alatau und im Osten der Kungej-Alatau sowie der Yssyk-Köl-See an; diese beiden Gebirge und der See befinden sich jenseits des Tals des Tschüi, der hier aus Richtung Süden kommend die Gebirgswelt durchschneidet. In Richtung Süden schließt sich jenseits des Tals des Talas der Talas-Alatau an und im Westen jenseits desselben Flusses der Gebirgszug des Qaratau.
Der höchste Berg des Kirgisischen Gebirges, in dem sich unter anderem der Ala-Artscha-Nationalpark befindet, ist der 4895,4 m hohe Pik Semjonow-Tjan-Schanski, benannt nach dem russischen Geographen und Zentralasienforscher Pjotr Petrowitsch Semjonow-Tjan-Schanski, südlich der kirgisischen Hauptstadt Bischkek.